# Ева Щритматер
Ева Щритматер (на немски: Eva Strittmatter) е германска поетеса, белетристка, есеистка и авторка на книги за деца.
Фамилията, с която е известна взема след омъжването си за Ервин Щритматер - също писател, известен романист и драматург, а дотогава носи рожденото си име Ева Браун, с което е съименичка на любимата на Адолф Хитлер.

## Биография
Родена през 1930 г. в Нойрупин, Германия (Ваймарска република).
Завършва германистика, романистика (романска филология) и педагогика в Берлин, след което се занимава с литературна критика и пише книги за деца и юноши.
Като член на комисията по чужда литература към Съюза на писателите в ГДР предприема много пътувания в Съветския съюз и Югославия.
По-късно живее в Берлин и Шулценхоф край Гранзе. Умира през 2011 г.

## Творби
От 1966 г. Ева Щритматер започва да публикува стихотворения в списание „Нойе дойче литератур“, а в 1973 г. излиза първата ѝ стихосбирка „Ще направя песен от тишина“ , която я прави изключително популярна.
Стиховете на поетесата се отличават с прецизни наблюдения над „дребните неща“, с моментни изблици на гняв, едва обуздавани от неизменно присъстващата рима, с любовни признания, за които Херман Кант казва, че "дразнят мъжете-читатели единствено с това, че не са отправени към самите тях".
На много добър прием се радват и стихосбирките ѝ „Лунен сняг покрива полята“ (1975), „Едничка розата надмогва всичко“ (1977), „Разговор между двама“ (1980), „Хелиотроп“ (1983), „Дъх“ (1988), „Под променящата се светлина“ (1990), „Красавецът“ (1997), „Любов и омраза. Потайни стихове“ (2000), „Сто стихотворения“ (2001), „Зимата след лошата любов“ (2004) и „Пейзаж“ (2005).

## Награди и отличия
- 1975: „Награда Хайнрих Хайне“ на Министерството на културата на ГДР
- 1987: „Национална награда на ГДР“ für Kunst und Literatur II. Klasse
- 1998: „Награда Валтер Бауер“
- 2008: „Литературна награда „Вер.ди“ на Берлин-Бранденбург“
- 2010: Verdienstorden des Landes Brandenburg

### Поезия
- Ich mach ein Lied aus Stille, 1973
- Mondschnee liegt auf den Wiesen, 1975
- Die eine Rose überwältigt alles, 1977
- Zwiegespräch, 1980
- Heliotrop, 1983
- Atem, 1988
- Unterm wechselnden Licht, 1990
- Der Schöne (Obsession), 1997
- Morgen, Abends. Gedichte, 2001
- Liebe und Hass. Die geheimen Gedichte. 1970-1990, 2002
- Der Winter nach der schlimmen Liebe. Gedichte 1996/1997, 2005
- Landschaft, 2005
- Sämtliche Gedichte, 2006
- Leib und Leben, 2008 (Mit Irmtraud Gutschke)
- In einer anderen Dämmerung. Gedichte und Selbstauskünfte, Hörbuch, 2009
- Wildbirnenbaum. Gedichte, 2009

### Проза
- Briefe aus Schulzenhof I, 1977
- Poesie und andere Nebendinge, 1983
- Mai in Piestàny, 1986
- Briefe aus Schulzenhof II, 1990
- Briefe aus Schulzenhof III, 1995
- Du liebes Grün. Ein Garten- und Jahreszeitenbuch, 2000

### Книги за деца
- Brüderchen Vierbein, 1958
- Vom Kater der ein Mensch sein wollte, 1959
- Ich schwing mich in die Schaukel, 1975